# Artroplastia

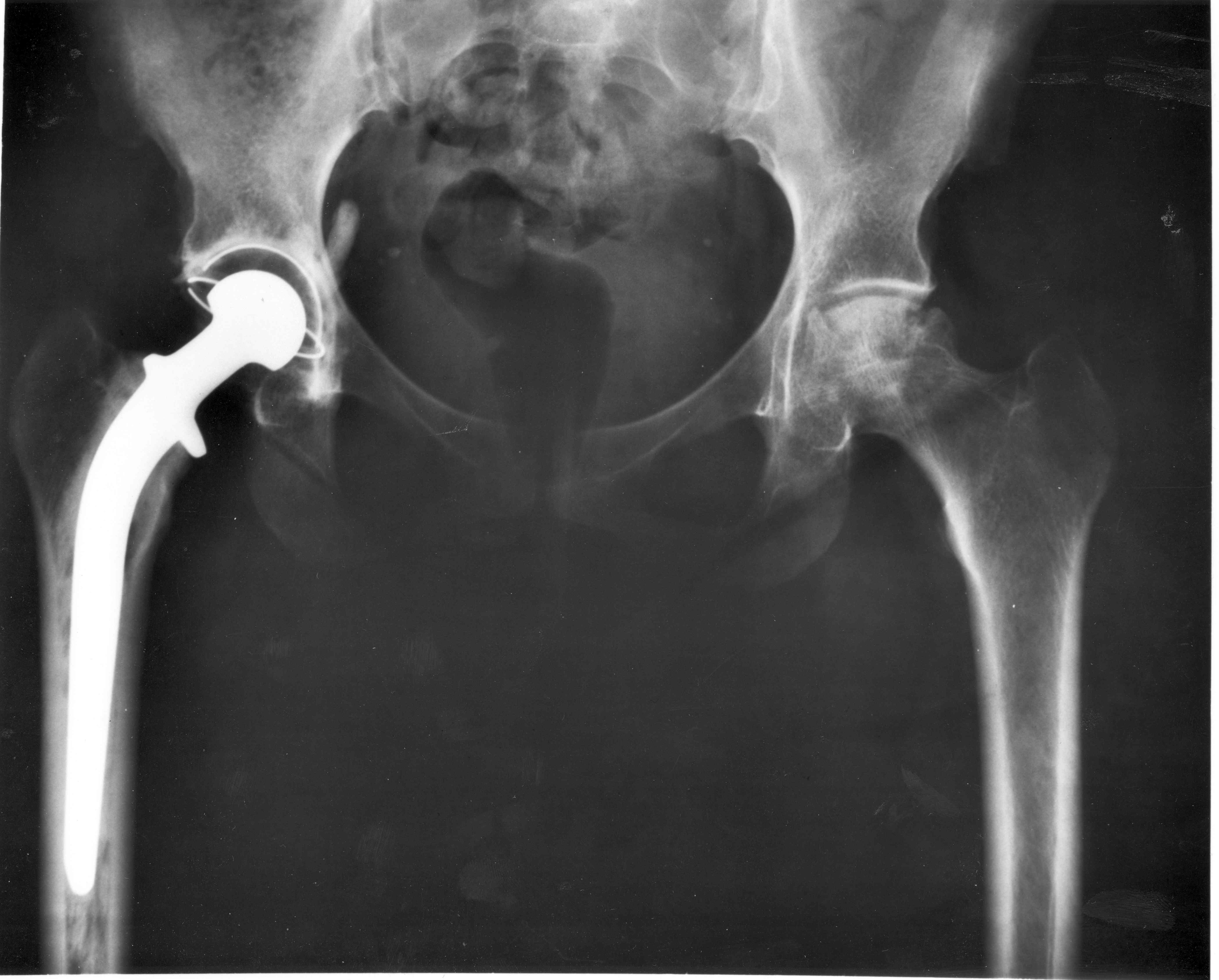
Substituição da articulação do quadril

Artroplastia (grego para reformação da articulação) é um procedimento de cirurgia ortopédica para substituir, remodelar ou realinhar uma articulação. É uma cirurgia eletiva que tem por objetivo aliviar a dor, restaurar a mobilidade e a capacidade funcional de uma articulação lesionada.
Esse tratamento é muito usado para tratar osteoartrites, artrite reumatoide e traumas severos.

## Tipos

### Substituição da articulação
Nos últimos 45 anos, a técnica mais bem-sucedida e comum de artroplastia é a substituição cirúrgica de articulações necróticas ou fraturadas por uma prótese. Por exemplo, uma articulação do quadril afetada por osteoartrite avançada pode ser totalmente substituída por uma prótese de quadril. Isto significa substituir tanto o acetábulo (no quadril) quanto a cabeça e pescoço do fêmur. A finalidade deste procedimento é aliviar a dor, restaurar a amplitude de movimento e melhorar a capacidade funcional, melhorando inclusive a força muscular.

### Outros tipos de artroplastia
- Artroplastia interpositional, anteriormente, uma forma popular de artroplastia, com interposição de alguns outros tecidos como pele, músculo ou tendão para manter as superfícies originais.
- Artroplastia excisional ou resseccionada na qual a superfície articular e o osso são removidos. As extremidades restantes são conectadas com tecido ósseo e após um tempo um tecido de cicatriz preenche as lacunas. Uma variante é o procedimento de Stainsby que consiste na excisão de parte da falange proximal na articulação metatarsofalângica, redução da placa plantar e um cabo de kirschner fixa o restante da falange.[1]
- Artroplastia superficial onde apenas as superfícies das articulações são removidas e substituídos por um revestimento metálico.[2]
- Artroplastia com molde,
- Artroplastia para substituição por silicone
- Osteotomia para restaurar ou modificar o ângulo da articulação.

## Indicações
- Artroplastia reversa do ombro
- Osteoartrite
- Artrite reumatoide
- Necrose avascular ou osteonecrose
- Luxação congênita de quadril
- Displasia acetabular
- Luxação congênita de ombro
- Traumas mal alinhados
- Rigidez nas articulações